# أسيل الحمد
أسيل الحمد رسامة ومهندسة ديكور وسيدة أعمال وسائقة سباقات سيارات سعودية. تعتبر أول فتاة في السعودية تتولى قيادة سيارة «الفورمولا 1»، وذلك على هامش الجولة الثامنة من بطولة العالم لسباقات فورمولا 1 موسم 2018، وتزامناً مع السماح لنساء المملكة بالقيادة للمرة الأولى.
وتعتبر أسيل أول امرأة عضو في الاتحاد العربي السعودي للسيارات والدراجات النارية، وأيضا في لجنة النساء في رياضة السيارات التي أنشأتها هيئة إدارة الاتحاد الدولي للسيارات. 

## مسيرتها
حصلت أسيل على درجة البكالوريوس في التصميم الداخلي من جامعة الأمير سلطان في عام 2009، ودرست فن الديكور لفترة قصيرة في جامعة لندن للفنون في 2013. وتحضّر حالياً درجة الماجستير في إدارة الأعمال في جامعة الفيصل.
نالت أسيل الجائزة الوطنية لقيادة السيارة (PR Arabia) في فبراير 2018 لجهودها في تعليم النساء السعوديات رياضة السيارات والقيادة بأمان. كما تم اختيارها عضوًا في لجنة تحكيم النسخة السادسة من جوائز (PR Arabia) للسيارات في السعودية. وكما أحرزت العديد من الجوائز في مسابقات الرسم والتصميم، ففي عام 2000، فازت بالجائزة الأولى لمسابقة الرسم الفني في الرياض، وجائزة أخرى في العام التالي. وهي تملك شركة تصميم تديرها اسمها (IDegree Design) منذ نوفمبر 2009. 

## روابط خارجية
- أسيل الحمد على موقع الاقتصادي
- أسيل الحمد: وجود المرأة في المجال الرياضي بات أمراً مشهوداً